# Diocèse de Grasse
Le diocèse de Grasse (en latin : dioecesis Grassensis) était un diocèse de l'Église catholique en France, de 1244 à 1801. Son siège était la cathédrale Notre-Dame-du-Puy de Grasse.

## Territoire
Le diocèse de Grasse confinait : à l'ouest, avec celui de Fréjus ; et, au nord et à l'est, par celui de Vence.
Il comprenait les paroisses d'Antibes, Auribeau (aujourd'hui, Auribeau-sur-Siagne), Le Bar (aujourd'hui, Le Bar-sur-Loup), Bergier (aujourd'hui, Le Rouret), Biot, Cabris, Canaux (aujourd'hui, partie d'Andon), Cannes, Le Cannet, Caussols, Cipières, Châteauneuf (aujourd'hui, Châteauneuf-Grasse), Clermont (aujourd'hui, partie de Châteauneuf-Grasse), La Garde, Gourdon, Grasse, Loubet (aujourd'hui, partie de Villeneuve-Loubet), Magagnosc (aujourd'hui, un quartier de Grasse), Mouans (aujourd'hui, partie de Mouans-Sartoux), Mougins, Opio, Pégomas, Peymeinade, Le Plan (aujourd'hui, un quartier de Grasse), Plascassier (aujourd'hui, un quartier de Grasse), Roquefort (aujourd'hui, Roquefort-les-Pins), La Roquette (aujourd'hui, La Roquette-sur-Siagne), Saint-Cézaire (aujourd'hui, Saint-Cézaire-sur-Siagne), Saint-Valliers (aujourd'hui, Saint-Vallier-de-Thiey), Sartoux (aujourd'hui, partie de Mouans-Sartoux), Le Tignet, Valbonne et Vallauris.

## Histoire
Le diocèse de Grasse a pour origine celui d'Antibes (Dioecesis Antipolitanensis). Armentaire est le premier évêque connu d'Antibes, cité en 442 et 451. Le diocèse est suffragant de l'archidiocèse métropolitain d'Arles, puis d'Aix (794) et, enfin, d'Embrun (1057).
Par une bulle du 19 juillet 1244, le pape Innocent IV transfère le siège épiscopal d'Antibes à Grasse. Le diocèse prend le nom de celle-ci.
Le diocèse est provisoirement uni à celui de Vence : d'abord de 1588 à 1601, puis en 1653.
Le diocèse est supprimé par la Constitution civile du clergé décrétée par l'Assemblée nationale constituante le 12 juillet 1790 et sanctionnée par Louis XVI le 24 août 1790. La Constitution n'est pas reconnue par le pape Pie VI. Mais l'évêque François-d’Étienne de Saint-Jean de Prunières, mort en 1797, n'a pas de successeur. À la suite du Concordat de 1801, le diocèse n'est pas rétabli : par la bulle Qui Christi Domini du 29 novembre 1801, le pape Pie VII supprime le siège épiscopal et incorpore le diocèse à l'archidiocèse d'Aix. En 1822, le territoire de l'ancien diocèse de Grasse est incorporé à celui de Fréjus puis, en 1886, à celui de Nice.